# Kombai
Kombai là một thị xã panchayat của quận Theni thuộc bang Tamil Nadu, Ấn Độ.

## Địa lý
Kombai có vị trí 9°50′B 77°19′Đ / 9,83°B 77,32°Đ Nó có độ cao trung bình là 399 mét (1309 feet).

## Nhân khẩu
Theo điều tra dân số năm 2001 của Ấn Độ, Kombai có dân số 12.820 người. Phái nam chiếm 50% tổng số dân và phái nữ chiếm 50%. Kombai có tỷ lệ 64% biết đọc biết viết, cao hơn tỷ lệ trung bình toàn quốc là 59,5%: tỷ lệ cho phái nam là 72%, và tỷ lệ cho phái nữ là 57%. Tại Kombai, 10% dân số nhỏ hơn 6 tuổi.